# تشيس كاليش
تشيس كاليش (مواليد 7 مارس 1994) هو سباح أمريكي، حصل على الميدالية الذهبية في سباق 400 متر متنوع في أولمبياد 2020.